# Aeroportul Ukunda
Aeroportul Ukunda (IATA: UKA, ICAO: HKUK) este un aeroport din Ukunda⁠(d), Kaunti ya Kwale⁠(d), Kenya.
Situat la o altitudine de 30 m, aeroportul dispune de o singură pistă.